# Luquet
Luquet település Franciaországban, Hautes-Pyrénées megyében. Lakosainak száma 422 fő (2022. január 1.). Luquet Gardères, Pontacq, Espoey, Ger, Livron és Lourenties községekkel határos.

## Népesség
A település népességének változása:
| Lakosok száma | 401  | 406  | 404  | 397  | 398  | 401  | 404  | 419  | 422  |
|               | 2013 | 2015 | 2016 | 2017 | 2018 | 2019 | 2020 | 2021 | 2022 |